# 黃綠真小鯉
黃綠真小鯉（学名：Cyprinella chloristia）为輻鰭魚綱鯉形目鲤科的其中一種，分布於北美洲美國北卡羅萊納州及南卡羅萊納州，體長可達7.5公分，棲息在岩石多沙的水潭或溪流。